# Liste der Naturschutzgebiete im Landkreis Günzburg
Im Landkreis Günzburg gibt es zehn Naturschutzgebiete. Das größte Naturschutzgebiet ist das 2006 eingerichtete Naturschutzgebiet Donauhänge und Auen zwischen Leipheim und Offingen.
| Name                                               | Bild | Kennung                   | Einzelheiten | Position | Fläche Hektar | Datum |
| -------------------------------------------------- | ---- | ------------------------- | --- | -------- | ------------- | ----- |
| Biberhacken                                        |      | NSG-00519.01 WDPA: 162403 | Bibertal Komplex mehrerer -inzwischen aufgelassener- unterschiedlicher großer Fischteiche auf der Grundlage eines früheren Altwassers der Donau. LK Günzburg 6,28 ha, LK Neu-Ulm 24,06 ha                                   | ⊙        | 30,34         | 1956  |
| Donauhänge und Auen zwischen Leipheim und Offingen | BW   | NSG-00686.01 WDPA: 378063 | Leipheim Großflächiger, in zwei Teilbereiche gegliederter Komplex aus naturnahen Hangwäldern und Hartholzauenwäldern im Donautal.                                                                                           | ⊙        | 58,29         | 2006  |
| Jungholz bei Leipheim                              | BW   | NSG-00135.01 WDPA: 82020  | Leipheim Auwald und markant geformter Donau-Leitensteilhang westlich der Autobahnbrücke bei Leipheim. | ⊙        | 32,05         | 1980  |
| Leipheimer Moos                                    |      | NSG-00425.01 WDPA: 164424 | Leipheim Kalkreiches Niedermoor auf nach Entwässerung degradiertem Standort, Relikt einer ehemals größeren Vermoorung der Donau-Niederung.                                                                                  | ⊙        | 183,18        | 1992  |
| Mindelrieder Paradies                              |      | NSG-00091.01 WDPA: 164626 | Balzhausen Entwässertes und deshalb verbuschendes Niedermoor an der Flossach. | ⊙        | 31,79         | 1970  |
| Nauwald                                            |      | NSG-00164.01 WDPA: 82219  | Günzburg Naturnaher Hartholzauenwaldrest. | ⊙        | 167,92        | 1982  |
| Taubried                                           | BW   | NSG-00623.01 WDPA: 165838 | Ellzee Vermoorung des Günztals, von der bewaldeten Günzleite bis an den Günzlauf reichend, die aus der Versumpfung einer Mulde im Talboden hervorgegangen ist.                                                              | ⊙        | 56,66         | 2003  |
| Topflet und Obere Aschau                           | BW   | NSG-00749.01              | Günzburg, Gundelfingen an der Donau Der Donauabschnitt umfasst naturnahe Auwaldbestände, Kalkmagerrasen, ein verzweigtes Netz von Gewässern und das auetypische Geländerelief. LK Dillingen 22,55 ha, LK Günzburg 105,30 ha | ⊙        | 127,85        | 2013  |
| Vogelfreistätte Oberegger Stausee                  |      | NSG-00341.01 WDPA: 166074 | Wiesenbach Im Jahre 1942 aufgestauter flacher See der Günz südlich des Ortsteils Oberegg, mit Verlandungsvegetation im Einlaufbereich und v. a. am Westufer.                                                                | ⊙        | 38,85         | 1989  |
| Legende für Naturschutzgebiet                      |      |                           | |          |               |       |